# Ctenophthalmus stenurus
Ctenophthalmus stenurus är en loppart som beskrevs av Jordan 1937. Ctenophthalmus stenurus ingår i släktet Ctenophthalmus och familjen mullvadsloppor. Inga underarter finns listade i Catalogue of Life.